# Martinus Justinus Godefriedus Veltman
Martinus Justinus Godefriedus »Tini« Veltman [mɑrˈtinʏʃʏsˈtinʏs xoːdəˈfridʏs ˈtini ˈvɛltmɑn], nizozemski fizik, * 27. junij 1931,  Waalwijk, Nizozemska, † 4. januar 2021, Bilthoven, Nizozemska.
Veltman si je leta 1999 delil Nobelovo nagarado za fiziko s svojim doktorskim študentom Gerardusom 't Hooftom za njuno delo iz fizike delcev.

## Življenje
Veltmanov oče je bil ravnatelj krajevne osnovne šole. Trije od očetovih bratov in sester so bili učitelji v osnovni šoli. Materin oče je bil pogodbeni delavec in je vodil tudi kavarano. Bil je četrti otrok v družini šestih otrok. Leta 1948 je začel študirati matematiko in fiziko na Univerzi v Utrechtu.
Kot mladenič se je zelo zanimal za radijsko elektroniko, kar je bil težek konjiček, saj je okupacijska nemška vojska zajela večino razpoložljive radijske opreme.
Leta 1955 je postal raziskovalni asistent profesorja Michelsa v Van Der Waalsovem laboratoriju v Amsterdamu. Michels je bil fizikalni kemik in eksperimentalni fizik, ki je delal na področju fizike velikih tlakov. Veltmanova glavna naloga je bilo vzdrževanje velike knjižnične zbirke in občasne priprave na predavanja za Michelsa.
Njegova raziskovalna kariera je napredovala, ko se je leta 1955 preselil v Utrecht in delal pri Léonu Vanu Hoveju. Leta 1956 je magistriral, po tem pa je dve leti služil vojaški rok. Vrnil se je februarja 1959. Van Hove ga je nato najel kot doktorskega raziskovalca.
Van Hove je leta 1960 postal direktor teoretičnega oddelka v CERN v Ženevi, evropskem laboratoriju za visoke energije. Veltman se mu je pridružil leta 1961. Medtem se je leta 1960 poročil z ženo Anneke, ki je rodila njuno hči Hélène na Nizozemskem, preden se je preselila v Ženevo, da bi živela z Martinusom. Hélène je sledila očetovim stopinjam in pravočasno zaključila z disertacijo iz fizike delcev pri Mary Katharine Gaillard na Univerzi Kalifornije v  Berkeleyju, čeprav zdaj dela v finančni industriji v Londonu.
Veltman je doktoriral iz teoretične fizike leta 1963 pod Van Hovejevim mentorstvom z disertacijo o popravkih z uporabo Feynmanovih diagramov pri računanju nastanka vektorskih bozonov z nevtrini. Leta 1966 je postal profesor na Univerzi v Utrechtu.
Med letoma 1963 in 1964 med podaljšanim obiskom laboratorija SLAC je Veltman razvil računalniški program Schoonschip za simbolično manipulacijo matematičnih enačb, ki sedaj velja za prvi program za simbolno računanje. Program v zbirnem jeziku je prvotno razvil za računanje kvadrupolnega momenta bozona W, kar je v vmesnih korakih zahtevalo 50.000 členov. Pravilno je predvidel, da bodo praktični izračuni Feynmanovih diagramov postajali vse bolj zapleteni, še posebej za teorije z vektorskimi bozoni. Sedaj razširjene izračune nad eno zanko si je nemogoče zamisliti brez računalniške algebre.
Poleg tega je okoli leta 1988 razvil svojo različico prenosnega računalnika z lastnim operacijskim sistemom.
Veltman je bil tesno povezan s poskusom z nevtrini v CERN leta 1963 in je analiziral slike, ki so jih generirali detektorji. Ko ni prišlo do spektakularnih dogodkov, je navdušenje popustilo in čez nekaj časa sta Veltman in Bernardini edina analizirala slike. Zaradi tega je Veltman leta 1963 postal predstavnik skupine na konferenci v Brookhavnu.
Leta 1971 je 'tHooft, ki je zaključeval svoj doktorat pod Veltmanovim mentorstvom, renormaliziral Yang-Millsovo teorijo. Pokazala sta, da če morajo biti simetrije Yang-Millsove teorije realizirane v spontano zlomljenem načinu, znanem kot Higgsov mehanizem, se lahko Yang-Millsova teorija renormalizira. Renormalizacija Yang-Millsove teorije je eden pomembnejših dosežkov fizike 20. stoletja.
Veltman je leta 1980 postal član Kraljeve nizozemske akademije umetnosti in znanosti. Leta 1981 je zapustil Univerzo v Utrechtu in odšel na Univerzo Michigana v Ann Arborju, kjer se je upokojil leta 1996. Pozneje se je preselil nazaj na Nizozemsko.
Leta 1999 sta Veltman in 't Hooft prejela Nobelovo nagrado za fiziko »za pojasnitev kvantne strukture elektrošibke interakcije v fiziki.« Ko so nagrado podelili, sta se pridružila praznovanju na Univerzi v Utrechtu.
Leta 2003 je Veltman objavil knjigo o fiziki delcev za širše občinstvo z naslovom Dejstva in skrivnosti v fiziki osnovnih delcev (Facts and Mysteries in Elementary Particle Physics).
Veltman je umrl na svojem domu v Bilthovnu.

## Priznanja

### Poimenovanja
Po njem se imenuje asteroid 9492 Veltman.

## Izbrana dela
- Veltman, M. "Perturbation Theory of Massive Yang-Mills Fields", Utrecht Rijksuniversiteit (Netherlands). Instituut voor Theoretische Fysica. Paris Univ., Orsay (France). Laboratoire de Physique Théorique et Hautes Energies, (avgust 1968).
- Veltman, M.; Yellin, J. "Some Comments on the Decays of eta (550)", Brookhavenski narodni laboratorij, Ministrstvo za energijo ZDA (prek predhodne agencije Komisije za atomsko energijo ZDA (AEC)), julij 1966.
- Veltman, M. Facts and Mysteries in Elementary Particle Physics, World Scientific Publishing, 2003. ISBN 981-238-149-X.